# Calore (Renato Zero)
Calore è un Q disc di Renato Zero, pubblicato nel 1983. Pur essendo composto solamente da quattro brani inediti con una durata di quasi venti minuti (normale durata di un EP) è considerato dallo stesso cantante un album in studio e quindi il decimo della sua carriera.

## Descrizione
Pur essendo considerato da Zero un album vero e proprio fu inserito nelle classifiche RAI relative ai singoli, dove rimase al primo posto per 6 settimane. TV Sorrisi e Canzoni invece rispettò la volontà dell'artista, inserendolo nella classifica degli album, dove raggiunse il numero 4. Contiene il grande successo Spiagge, che ha dominato i juke-box nell'estate del 1983, e resta uno dei classici di sempre di Renato Zero. Il Q disc contiene 4 pezzi, tutti composti e arrangiati a quattro mani da Renato Zero e Dario Baldan Bembo, che raccontano, in modo solare e ottimistico, l'arrivo dell'estate, con arrangiamenti molto curati, in cui dominano i fiati e gli archi. Nei titoli di copertina, i quattro brani sono legati a formare la frase «Sulle Spiagge la Voglia di Navigare con Fantasia».
Dal disco dell'anno successivo, inizieranno diversi esperimenti artistici dove si affiancheranno nuovi suoi collaboratori che attraverso quattro dischi (tra cui nuovamente un album doppio e una antologia con rivisitazioni sinfoniche dei suoi brani più celebri) cambieranno definitivamente il volto e la musica di Renato Zero.
Il 26 aprile 2019 l'album è stato pubblicato in versione rimasterizzata su tutte le piattaforme digitali ed è stato ristampato in versione CD per la collana Mille e uno Zero, edita con TV Sorrisi e Canzoni.

## Tracce
EP (Zerolandia, PG 33440)
1. Spiagge – 4:18 (Renato Zero/Baldan)
2. Voglia – 4:40 (Renato Zero/Baldan)
3. Navigare – 4:55 (Renato Zero-Evangelisti/Baldan)
4. Fantasia – 4:00 (Renato Zero/Baldan)

Durata totale: 17:53

## Classifiche

### Classifiche settimanali
| Classifica (1983) | Posizione massima |
| ----------------- | ----------------- |
| Italia            | 2                 |

### Classifiche di fine anno
| Classifica (1983) | Posizione |
| ----------------- | --------- |
| Italia            | 14        |